# 당서기
당서기(黨書記, party secretary) 또는 당비서(黨秘書), 당간사(黨幹事)는 정당 및 정치조직의 고위 당료직책이다. 당서기는 대개 정당의 내무를 담당하며 당대표 또는 당주석 다음가는 2인자의 위치를 갖는다.